# Février 2014 en sport
Pour un article plus général, voir 2014 en sport.
Cette page concerne l'actualité sportive du mois de février 2014

## Faits marquants

### Dimanche2 février
- Les Seahawks de Seattle remportent le Super Bowl XLVIII contre les Broncos de Denver par la marque de 43-8.

## 6au8 février
- 2e manche du Championnat du monde des rallyes à Hagfors, en Suède.

### Vendredi7 février
- Cérémonie d'ouverture des Jeux olympiques d'hiver de 2014 à Sotchi (Russie).

### Samedi15 février
- Athlétisme : À Donetsk, en Ukraine, sous les yeux de Sergueï Bubka présent dans la salle, Renaud Lavillenie bat le record du monde du saut à la perche avec un saut de 6,16 m à son premier essai[1],[2]. Il tente ensuite une hauteur de 6,21 m mais sans succès, se blessant légèrement au pied en cassant sa perche lors de cette tentative[1].